# نورمان شيلي
نورمان شيلي (بالإنجليزية: Norman Shelley) هو ممثل بريطاني (وحمل سابقاً جنسية المملكة المتحدة لبريطانيا العظمى وأيرلندا)، ولد في 16 فبراير 1903 في المملكة المتحدة، وتوفي في 22 أغسطس 1980 بلندن في المملكة المتحدة.

## وصلات خارجية
- نورمان شيلي على موقع IMDb (الإنجليزية)
- نورمان شيلي على موقع الموسوعة البريطانية (الإنجليزية)
- نورمان شيلي على موقع ميوزك برينز (الإنجليزية)
- نورمان شيلي على موقع أول موفي (الإنجليزية)
- نورمان شيلي على موقع قاعدة بيانات الأفلام السويدية (السويدية)
- نورمان شيلي على موقع قاعدة بيانات الفيلم (الإنجليزية)